# Швац
Швац (нем. Schwaz) — город (нем. Stadt) в Австрии, в федеральной земле Тироль.
Входит в состав округа Швац. Площадь города составляет 20,21 км², население — 13 810 человек (1 января 2021), плотность населения — 682 чел./км².

## История

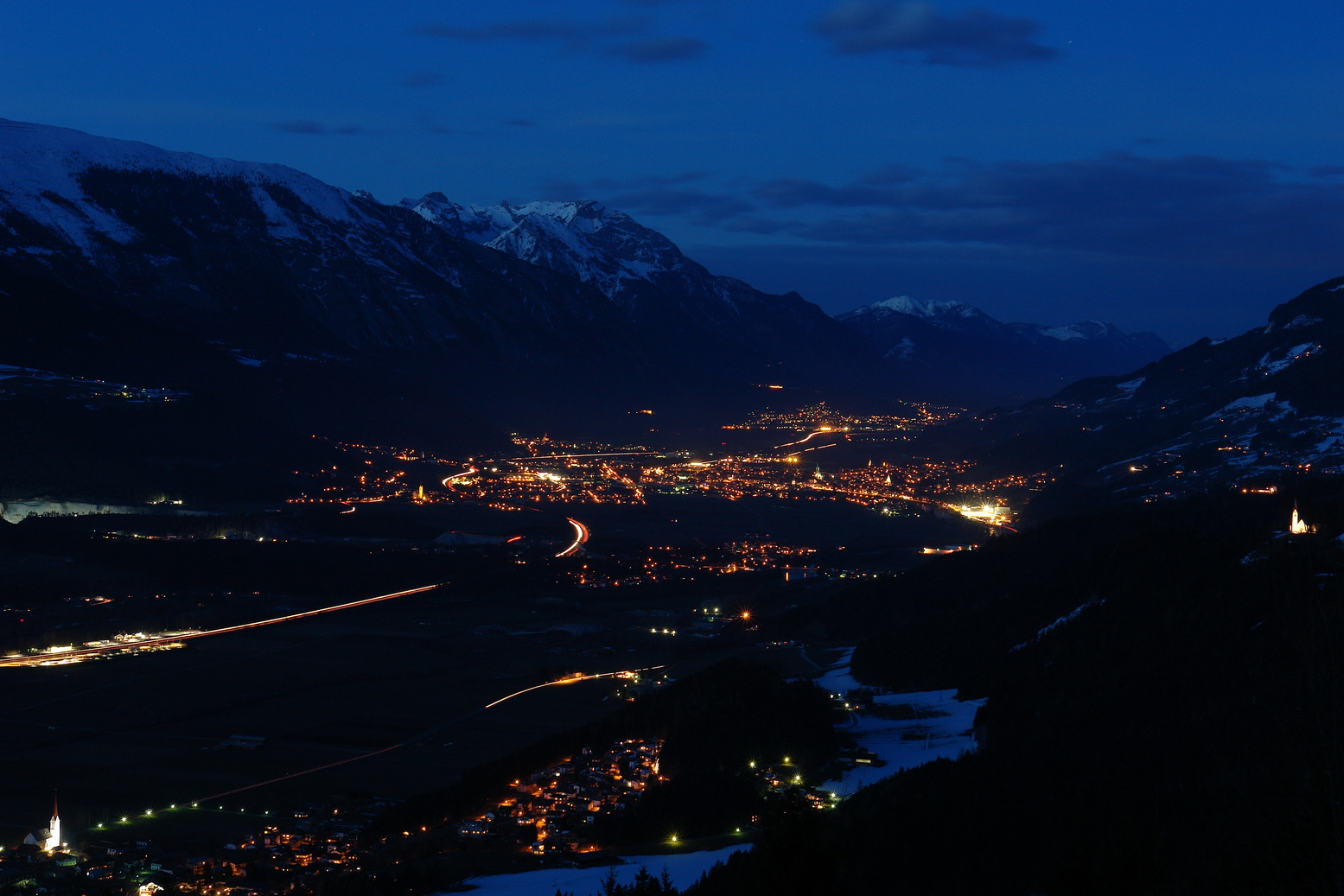
Швац

Швац на протяжении 120 лет был лидером по добыче серебра в мире. Также в его рудниках добывалась медь. Швац называли «отцом всей горной промышленности». Расцвет города пришелся на 1500 год, тогда в городе проживало 20 тысяч населения и он был вторым по величине, после Вены, городом империи Габсбургов. Из швацкого серебра чеканили монеты, а из меди отливали пушки. О былом богатстве города свидетельствует приходская церковь, покрытая 14.000 медных пластин.
Горное дело в Шваце начало приходить в упадок с 1550 года, когда были открыты богатые месторождения серебра в Южной Америке, постепенно город покинули многие жители. Старинные серебряные шахты сейчас превращены в один из самых популярных музеев Австрии.

## Население
| Год  | Численность |
| ---- | ----------- |
| 1869 | 4813        |
| 1889 | 5124        |
| 1890 | 5888        |
| 1900 | 6545        |
| 1910 | 7385        |
| 1923 | 7033        |
| 1934 | 7738        |
| 1939 | 7523        |
| 1951 | 8898        |
| 1961 | 9455        |
| 1971 | 10298       |
| 1981 | 10929       |
| 1991 | 11839       |
| 2001 | 12212       |
| 2011 | 13023       |
| 2021 | 13810       |

## Политическая ситуация
Бургомистр коммуны — Ханс Линтнер (АНП) по результатам выборов 2004 года.
Совет представителей коммуны (нем. Gemeinderat) состоит из 21 места.
- АНП занимает 12 мест.
- СДПА занимает 6 мест.
- Зелёные занимают 3 места.

## Города-побратимы
Швац является городом-побратимом следующих городов:
- Бур-де-Пеаж, Франция
- Миндельхайм, Германия
- Термено-сулла-Страда-дель-Вино, Италия
- Тренто, Италия
- Вербания, Италия
- Сату-Маре, Румыния
- Сан-Фелиу-де-Гишольс, Испания
- Ист-Гринстед, Великобритания

## См. также

Швац - Schwaz
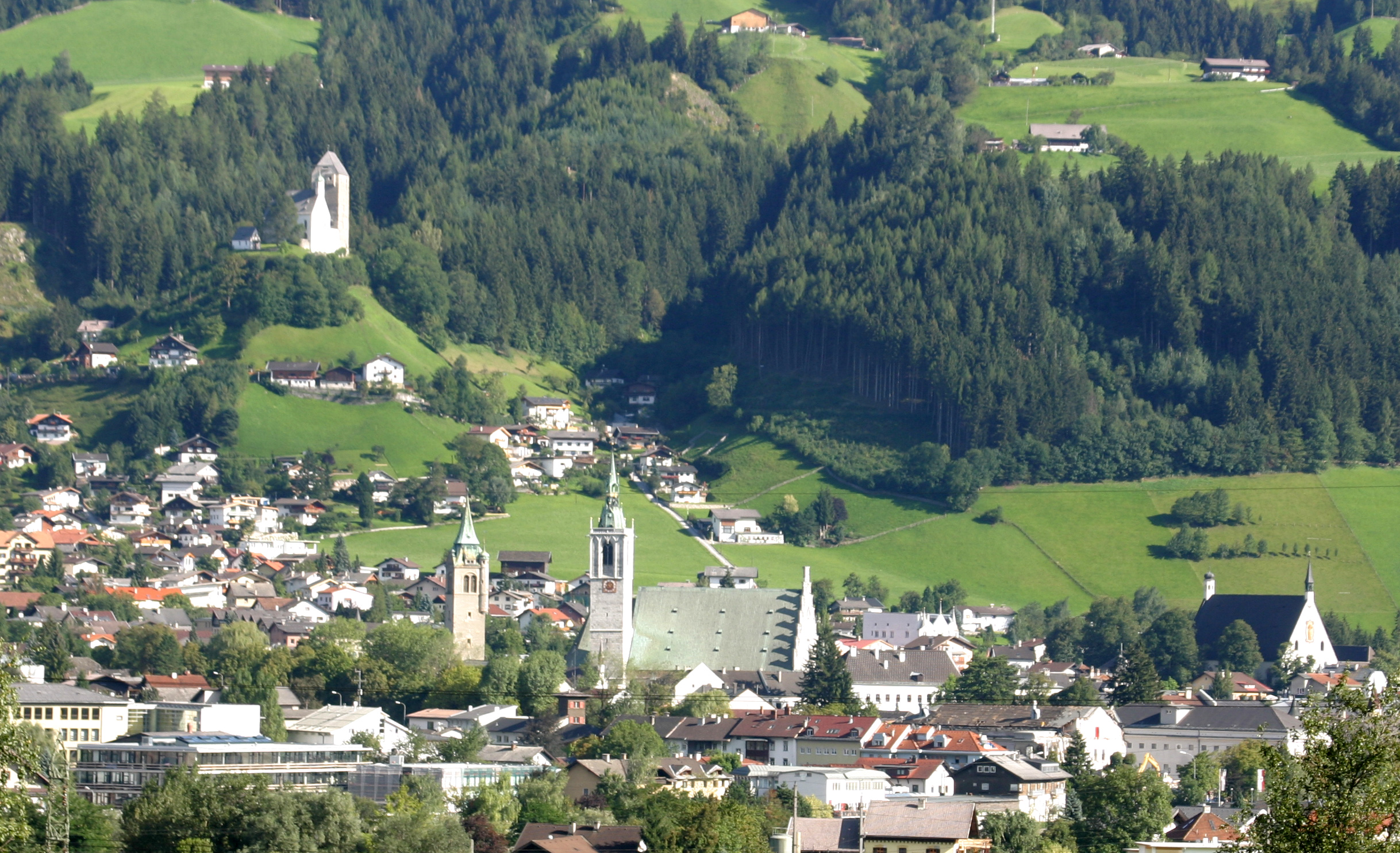
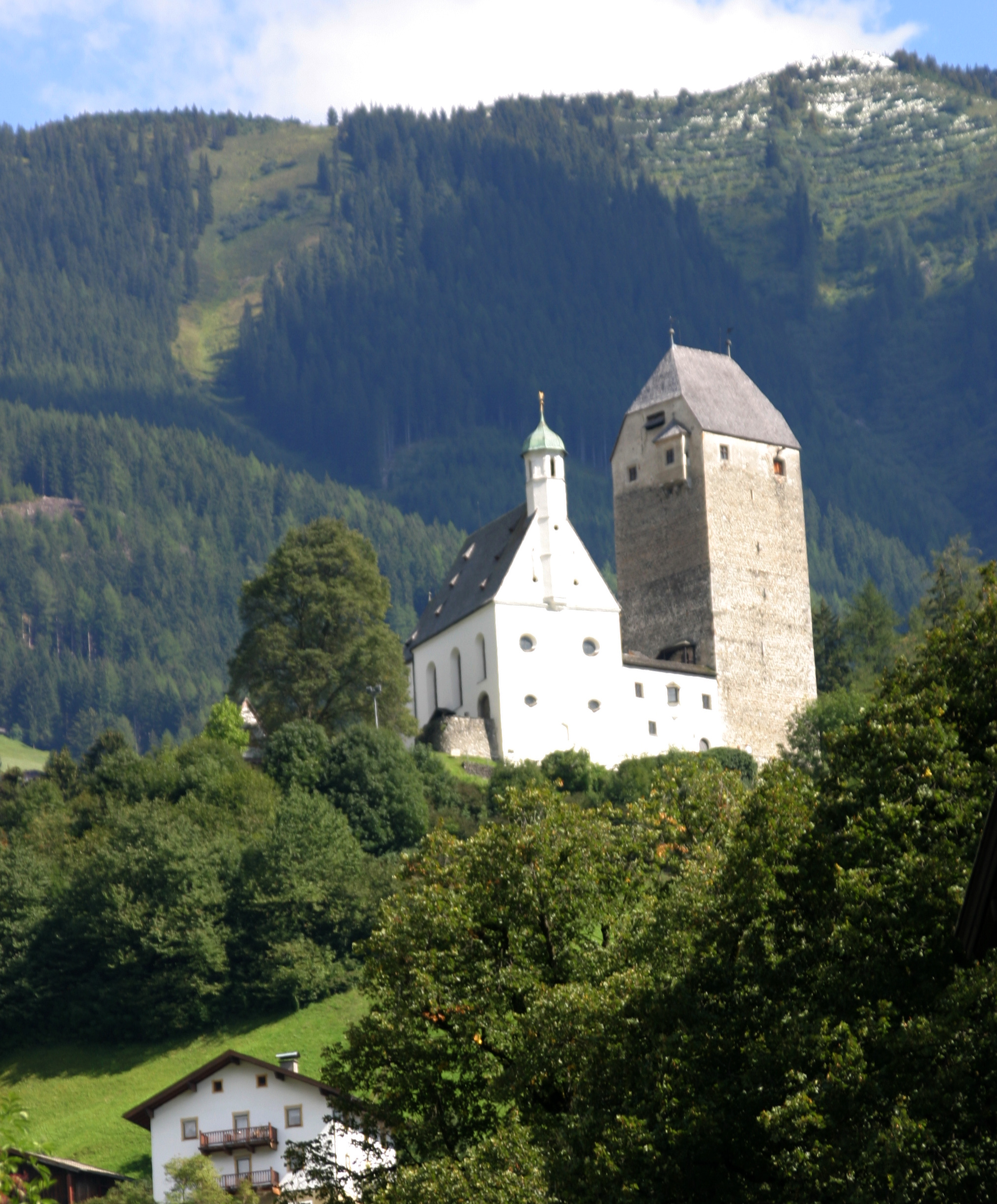
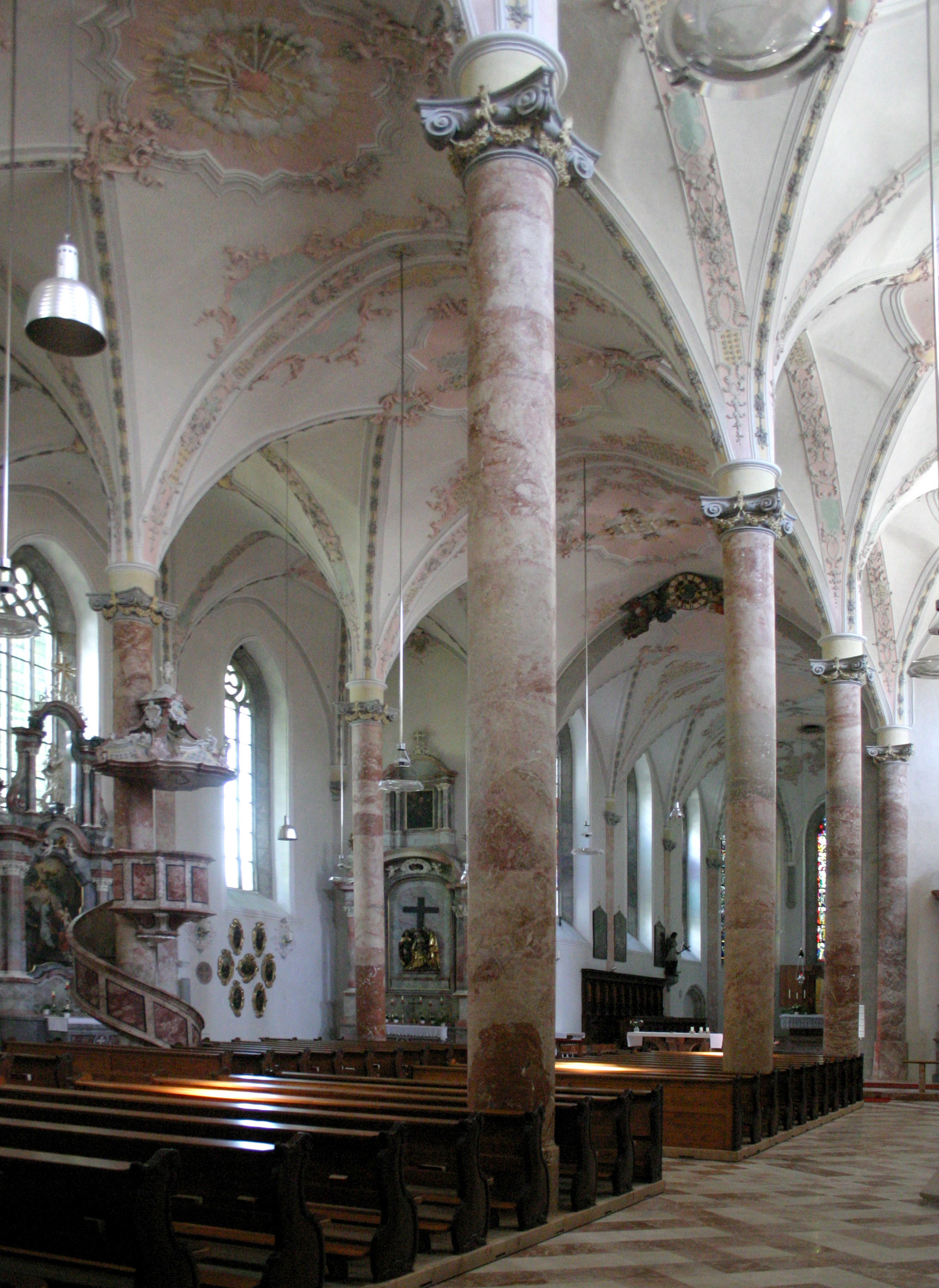
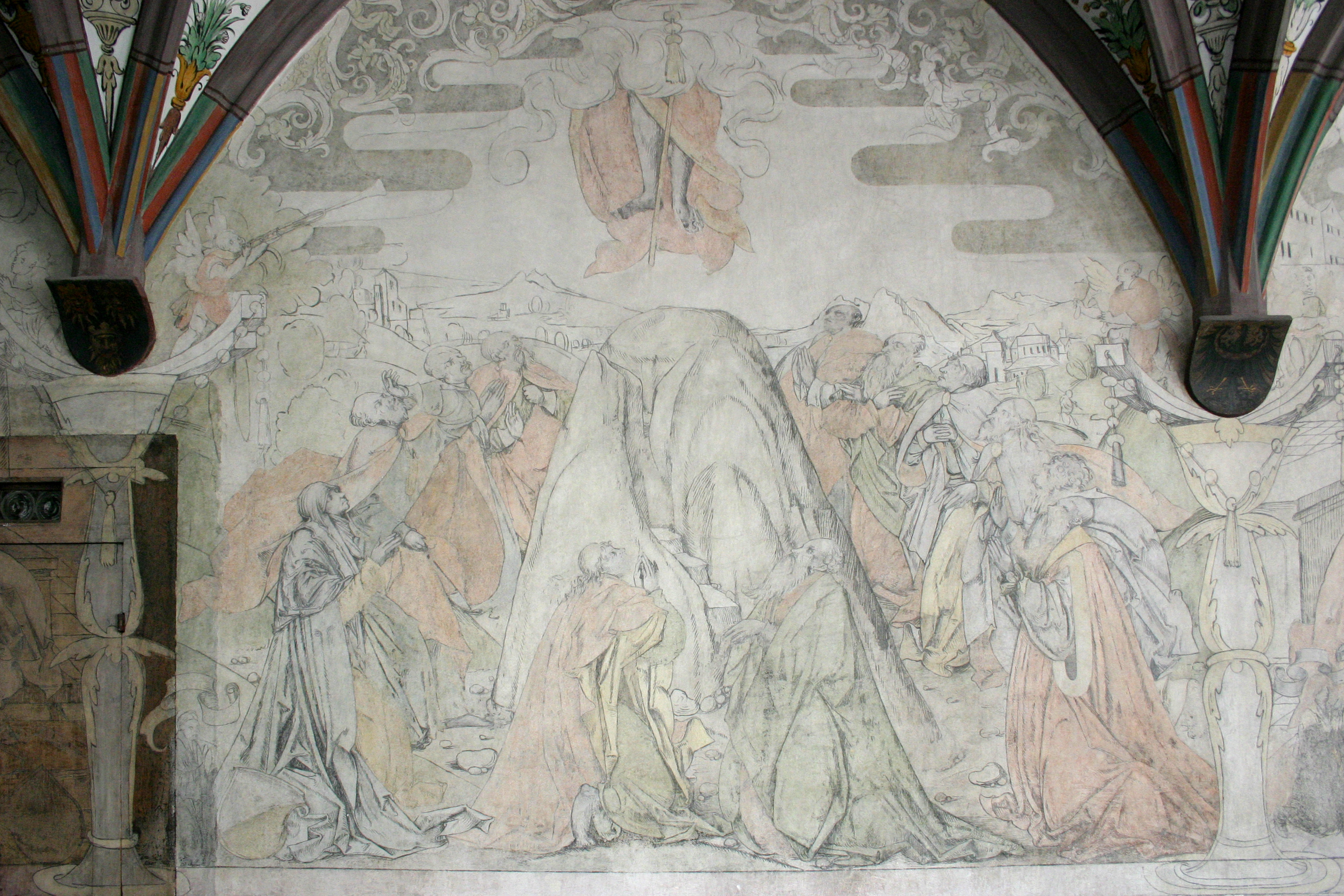
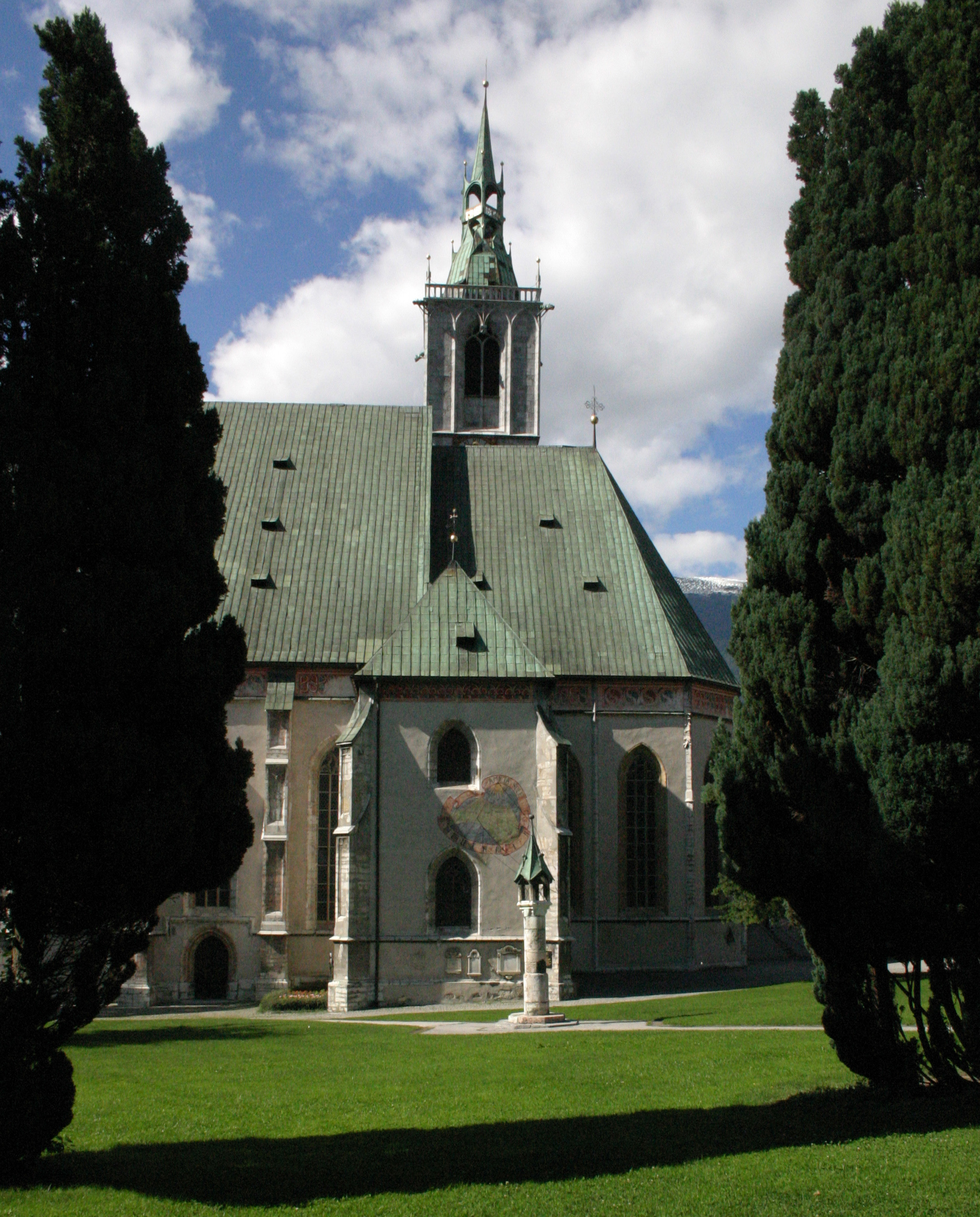
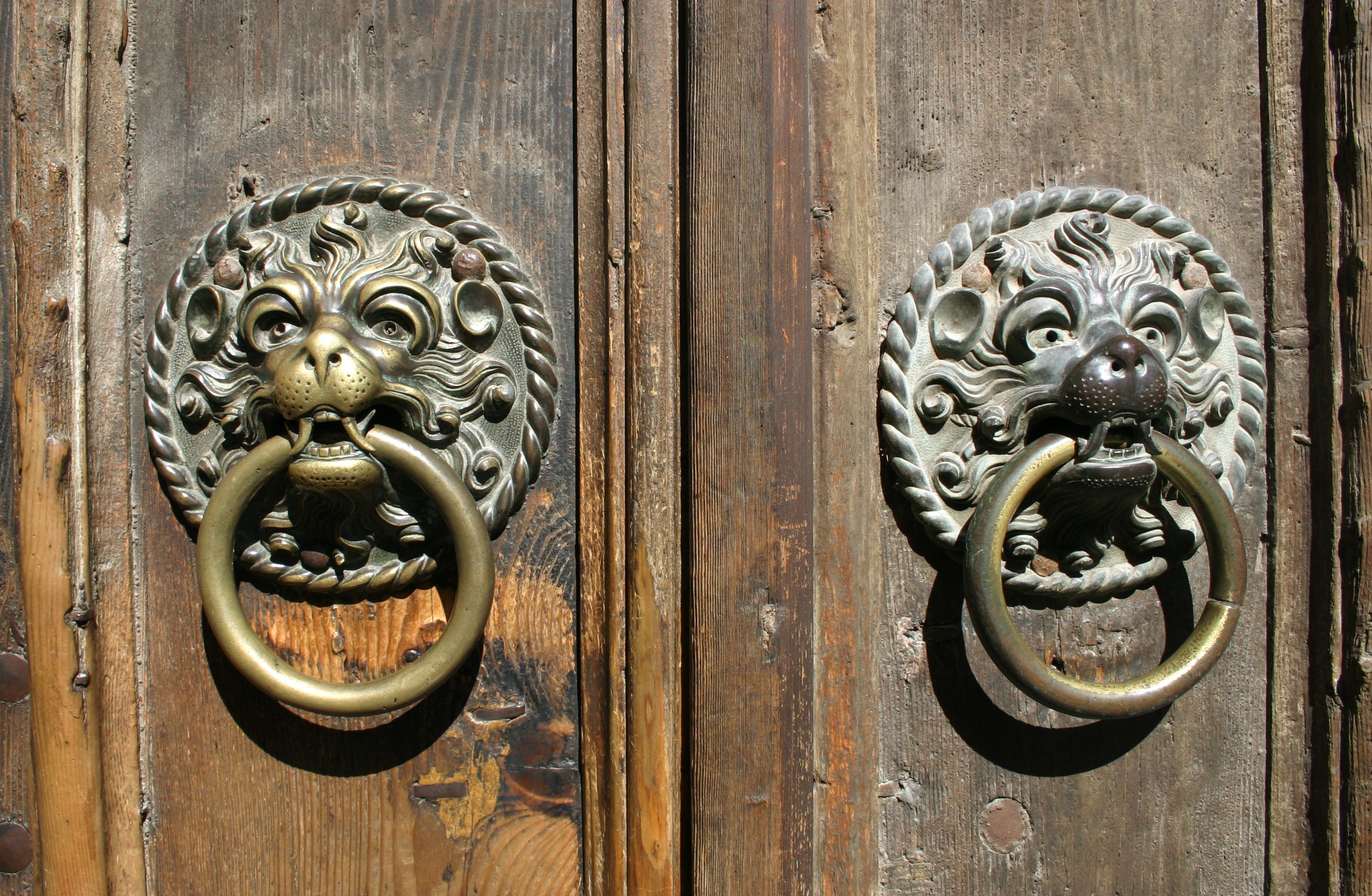
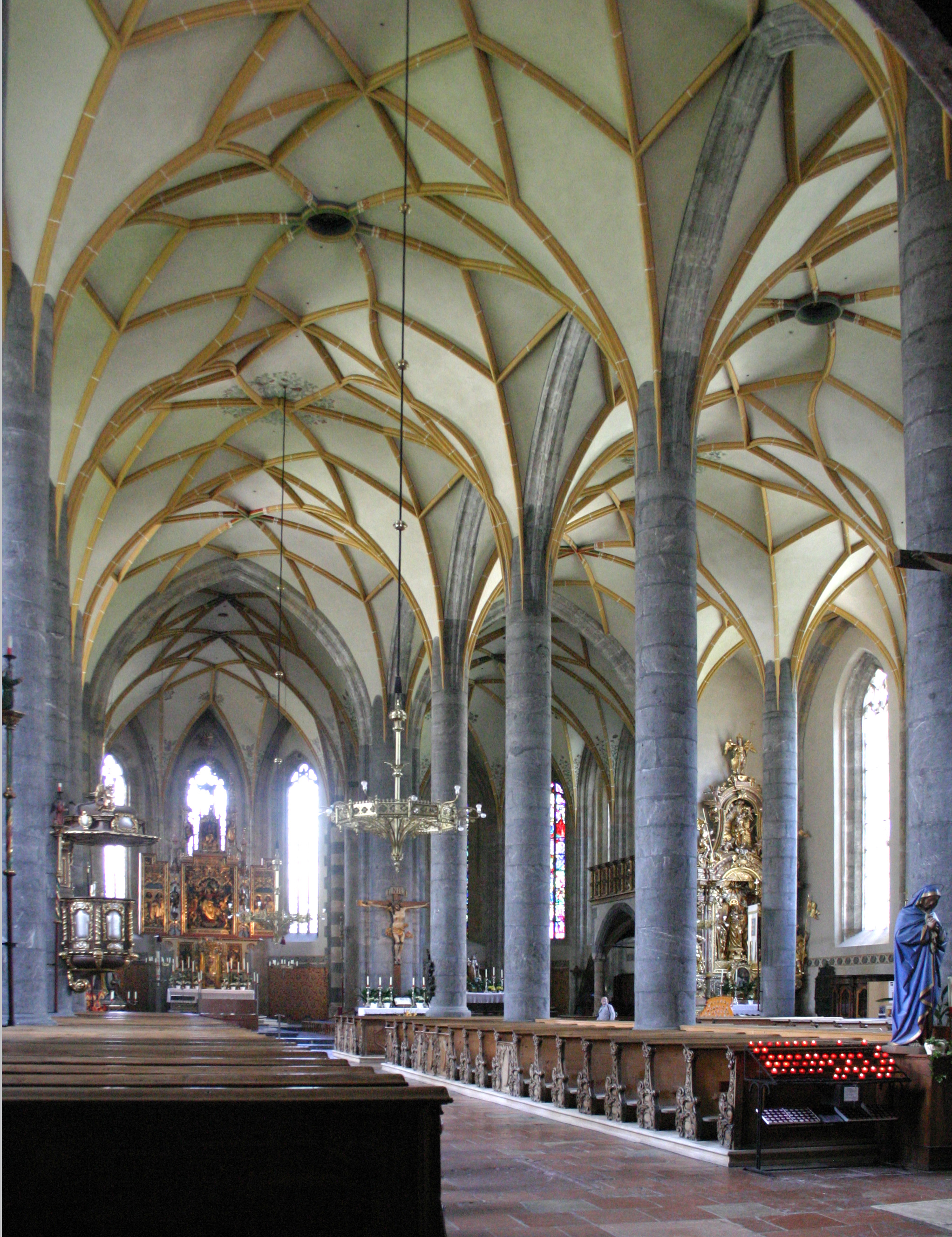
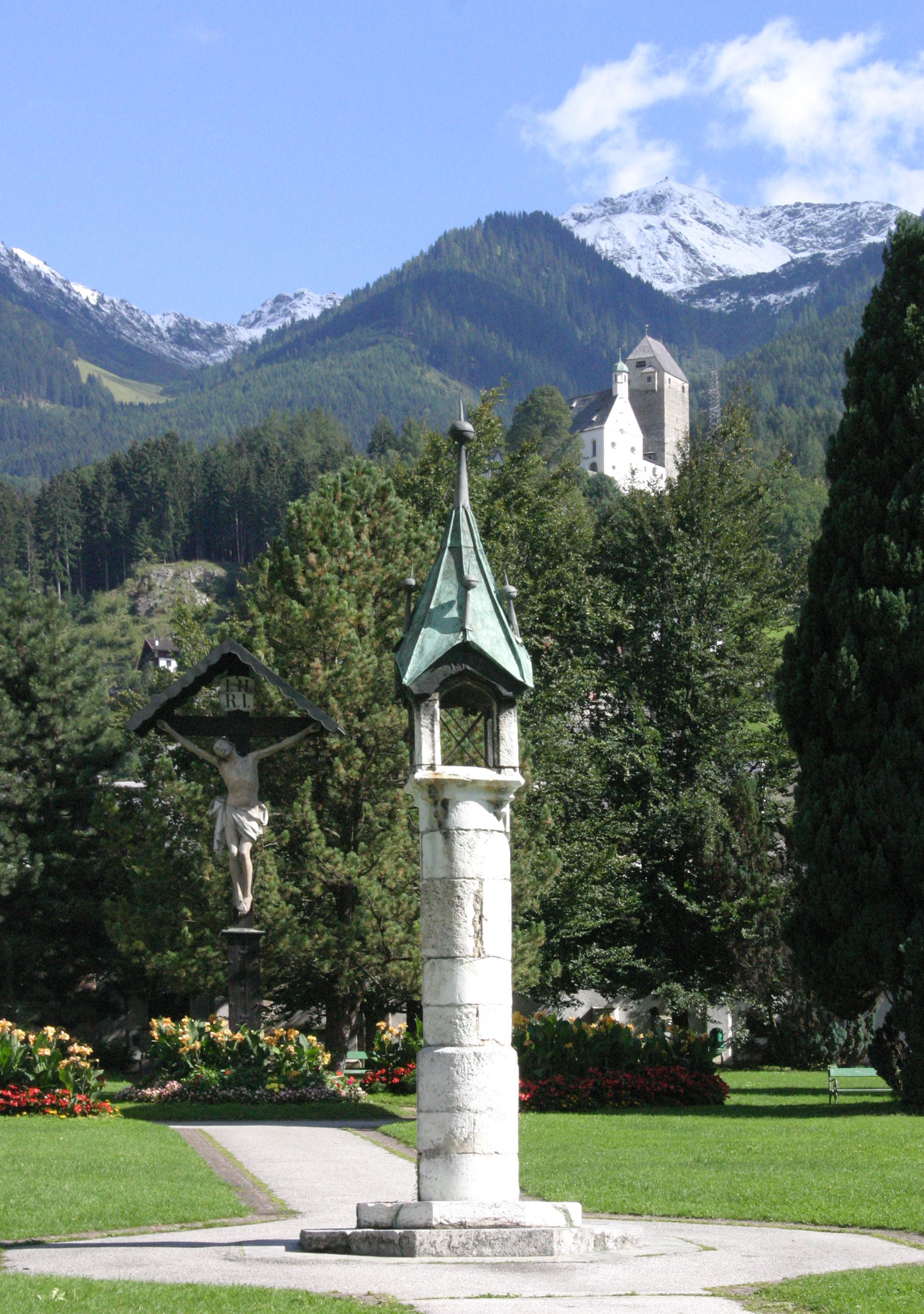